# CB Tormes
El Club Baloncesto Tormes, también conocido como Perfumerías Avenida Xoborg por razones de patrocinio, es un club de baloncesto de Salamanca, con equipos de cantera y que juega en Tercera FEB durante la temporada 2024-25

## Historia
Fundado en 2000, logró ascender a Liga EBA, donde se mantuvo 2 temporadas. En la segunda de ellas, en 2002, se logró llegar a la fase de ascenso a liga LEB 2. Pero la falta de recursos económicos impidió continuar con la escalada. Al año siguiente el equipo volvió a militar en 1ª Div. para después estar sin primer equipo durante la temporada 2003-04. En la temporada siguiente el club volvió a la Primera División. 
En la temporada 2005-06 volvió a disputar la Liga EBA, pero por problemas de patrocinios que privarían al equipo de competir volvió a retornar a las categorías inferiores.
Pasados unos años, gracias al patrocinio de Aquimisa, el Club Baloncesto Tormes tras militar tres años más en Primera División, en la temporada 2011-12 en una gran fase de ascenso logra ascender a la Liga EBA a domicilio en Gijón.
En la temporada 2018-19 se fraguó una vinculación con el Baloncesto Fuenlabrada, con el que el CB Tormes alcanzó la LEB Plata, aunque no podría mantener la categoría, ya que acabaría en puestos de descenso.
Tras el descenso, el CB Tormes compitió de nuevo en Liga EBA durante tres temporadas. En dos de ellas, de manera consecutiva, lograron disputar la fase de ascenso a LEB Plata siendo líderes de grupo y campeones de toda la Conferencia A.
En 2021, en la fase disputada en Valencia no se logró el objetivo del ascenso, pero en 2022 sí lo consiguió desde la cancha en Gandía.
En la temporada 2022-23, el Club Baloncesto Tormes, volvió a competir en la Liga LEB Plata, sin embargo esa misma temporada descenderían otra vez a Liga EBA, en  la que ha permanecido estas últimas temporadas, en la 2024-25 con su nueva denominación Tercera FEB.

## Instalaciones
El Club Baloncesto Tormes juega en el Pabellón de Wurzburg. Avda. San Agustín s/n - 37005 Salamanca. 4000 espectadores.

## Denominaciones
- Maderas Peralta (2000-2002)
- Maderas Peralta Salamanca (2005-2006)
- Aquimisa CB Torres (2008-2012)
- Aquimisa Laboratorios CB Torres (2012-2015)
- Quesería La Antigua CB Tormes (2015-2019)
- USAL La Antigua (2019-2022)
- La Antigua CB Tormes (2022-2023)
- Xoborg La Antigua CB Tormes (2023-2024)
- Perfumerías Avenida Xoborg (2024-)

## Temporadas
| Temporada | Nivel | División       | Pos. | Postemporada               | TR    | PO       |
| --------- | ----- | -------------- | ---- | -------------------------- | ----- | -------- |
| 2000-01   | 4     | Liga EBA       | 6.º  | –                          | 18-12 | –        |
| 2001-02   | 4     | Liga EBA       | 2.º  | Fase final (4.º)/ Descenso | 26-8  | 1-1      |
| 2002-03   | 5     | 1.ª División   | 4.º  | –                          | 16-10 | –        |
| 2003-04   | –     | –              | –    | –                          | –     | –        |
| 2004-05   | 5     | 1.ª División   | 2.º  | Ascenso                    | –     | –        |
| 2005-06   | 4     | Liga EBA       | 12.º | Descenso                   | 11-19 | –        |
| 2006-07   | –     | –              | –    | –                          | –     | –        |
| 2007-08   | 7     | 1.ª Autonómica | 2.º  | Ascenso                    | 18-2  | –        |
| 2008-09   | 6     | 1.ª División   | 4.º  | –                          | 17-7  | –        |
| 2009-10   | 5     | 1.ª División   | 5.º  | –                          | 12-10 | –        |
| 2010-11   | 5     | 1.ª División   | 5.º  | –                          | 14-8  | –        |
| 2011-12   | 5     | 1.ª División   | 1.º  | Fase final/ Ascenso        | 17-3  | 2-1      |
| 2012-13   | 4     | Liga EBA       | 8.º  | –                          | 10-12 | –        |
| 2013-14   | 4     | Liga EBA       | 5.º  | –                          | 13-9  | –        |
| 2014-15   | 4     | Liga EBA       | 2.º  | Fase final (9.º)/ Descenso | 19-7  | 1-2      |
| 2015-16   | 5     | 1.ª División   | 3.º  | –                          | 10-6  | –        |
| 2016-17   | 5     | 1.ª División   | 4.º  | –                          | 10-5  | –        |
| 2017-18   | 5     | 1.ª División   | 2.º  | Ascenso                    | 8-5   | –        |
| 2018-19   | 3     | LEB Plata      | 24.º | Descenso                   | 8-26  | –        |
| 2019-20   | 4     | Liga EBA       | 7.º  | –                          | 10-10 | –        |
| 2020-21   | 4     | Liga EBA       | 1.º  | Fase final (14.º)          | 18-2  | 0-3      |
| 2021-22   | 4     | Liga EBA       | 1.º  | Fase final (4.º)/ Ascenso  | 23-7  | 2-1      |
| 2022-23   | 3     | LEB Plata      | 13.º | Descenso                   | 7-19  | –        |
| 2023-24   | 4     | Liga EBA       | 2.º  | Fase final (10.º)          | 23-3  | (1-1)1-2 |
| 2024-25   | 4     | Tercera FEB    | 3.º  | –                          | 19-7  | –        |

## Entrenadores
- 2012  Avelino García
- 2013-2014  Isidro Álvarez
- 2014-2018  Óscar Núñez
- 2018-2019  Jandro Zubillaga
- 2019-2023  Óscar Núñez.
- 2023-Actualidad  Borja San Miguel Rodríguez

## Presidentes
- Actualidad  Carlos Darío Lavado

## Jugadores destacados
| - Pedro de la Calle - Diadia Mbaye - Austin Simon - César Yáñez - Kevin Navarro - Doudou Dieye - Samuel Johnson - Toño Rodríguez - Juanjo Santana - Osas Ehigiator - Anrijs Miska - Njegos Sikiras - Raymond Canady | - Casey Jones - Andrew Ramírez - Louis Adams - Lucas Antúnez - Jacob Round - Víctor Moreno Martín - Erkam Kiris - Kupaa Harrison - Acoydan McCarthy - Rob Ukawuba - Nelson Yengue - Álvaro Sánchez Ollero - Antonio Morales | - Sandro Gacić - Kiko Guillem - Milo Vukcevic - Omar Lo - Tobe Okafor - Miroslav Jaksic - Nick Moore - Abe Massaley - Remy Felleman - Zach Tavitian - Nolan Bertain - Bright Mensah - Prince Orizu |